# Corea del Sud ai Giochi della XXVII Olimpiade
La Corea del Sud partecipò ai Giochi della XXVII Olimpiade, svoltisi a Sydney, Australia, dal 15 settembre al 1º ottobre 2000, con una delegazione di 281 atleti impegnati in ventisei discipline.

## Risultati

### Calcio
- Uomini

| Atleta | Classifica |                          |
| --- | --- | ------------------------ |
| V · D · M Nazionale olimpica sudcoreana · Calcio ai Giochi Olimpici Estivi 2000 1 Choi H. · 2 Park J.Su. · 3 Park J.H. · 4 Park J.Sub. · 5 Sim J.W. · 6 Kim D.K. · 7 Choi C.W. · 8 Ko J.S. · 9 Kim D.H. · 10 Lee C.S. · 11 Lee D.G. · 12 Lee Y.P. · 13 Park D.H. · 14 Kang C. · 15 Cho S.K. · 16 Kim S.S. · 17 Choi T.U. · 18 Kim Y.D. · 19 Song C.G. · CT : Huh J.M. | 9° |                          |
| Nazionale olimpica sudcoreana · Calcio ai Giochi Olimpici Estivi 2000 | |                          |
| 1 Choi H. · 2 Park J.Su. · 3 Park J.H. · 4 Park J.Sub. · 5 Sim J.W. · 6 Kim D.K. · 7 Choi C.W. · 8 Ko J.S. · 9 Kim D.H. · 10 Lee C.S. · 11 Lee D.G. · 12 Lee Y.P. · 13 Park D.H. · 14 Kang C. · 15 Cho S.K. · 16 Kim S.S. · 17 Choi T.U. · 18 Kim Y.D. · 19 Song C.G. · CT: Huh J.M.                                                                                  | 1 Choi H. · 2 Park J.Su. · 3 Park J.H. · 4 Park J.Sub. · 5 Sim J.W. · 6 Kim D.K. · 7 Choi C.W. · 8 Ko J.S. · 9 Kim D.H. · 10 Lee C.S. · 11 Lee D.G. · 12 Lee Y.P. · 13 Park D.H. · 14 Kang C. · 15 Cho S.K. · 16 Kim S.S. · 17 Choi T.U. · 18 Kim Y.D. · 19 Song C.G. · CT: Huh J.M. | Corea del Sud (bandiera) |

### Pallacanestro
- Donne

| Atleta | Classifica |
| --- | ---------- |
| V · D · M Nazionale sudcoreana - Pallacanestro ai Giochi della XXVII Olimpiade - Torneo femminile 4 Lee M. · 5 Jeon · 6 Kim · 7 Lee E. · 8 Jang · 9 Wang · 10 Yang · 11 Park · 12 Kang · 13 Lee J. · 14 Jeong S. · 15 Jeong E. · All. Yu Su-jong | 4°         |
| Nazionale sudcoreana - Pallacanestro ai Giochi della XXVII Olimpiade - Torneo femminile |            |
| 4 Lee M. · 5 Jeon · 6 Kim · 7 Lee E. · 8 Jang · 9 Wang · 10 Yang · 11 Park · 12 Kang · 13 Lee J. · 14 Jeong S. · 15 Jeong E. · All. Yu Su-jong                                                                                                   |            |